# Tipper Gore
Mary Elizabeth Gore (de soltera Aitcheson), más comúnmente llamada Tipper Gore (Washington D. C., 19 de agosto de 1948), es una activista estadounidense. Ha sido conocida sobre todo como esposa de Al Gore, por lo que fue Segunda Dama de los Estados Unidos desde 1993 hasta 2001, y colaboró en la candidatura a presidente de su marido.

## Biografía
Creció en Arlington, Virginia. Sus padres se divorciaron cuando tenía cuatro años y fue educada por su madre y su abuela. Tipper estudió en un colegio episcopaliano privado, St. Agnes (hoy St. Stephen's and St. Agnes) en Alexandria, Virginia, donde destacó en gimnasia y tocó percusiones en una banda de chicas.
Conoció a Al Gore en un baile del instituto y empezaron a quedar pronto. Cuando Gore se mudó para estudiar en la Universidad Harvard, Tipper le siguió, asistiendo al Garland Junior College y luego al Boston College.
Tipper Gore se graduó en psicología en la Universidad de Boston en 1970 e hizo un máster en psicología en el George Peabody College en la Universidad Vanderbilt en 1975. La señora Gore trabajó como fotógrafa de prensa para el Nashville Tennessean hasta que su marido salió elegido congresista de EE. UU. en 1976.
En 1984, cofundó el Parents Music Resource Center ('PMRC, Centro de Recursos Musicales para Padres). Críticos del PMRC, como el cantante y escritor Jello Biafra (ex-miembro de Dead Kennedys), el cantante Frank Zappa o el rapero Eminem, han acusado al PMRC de realizar campañas de censura, tanto públicas como subrepticias, contra músicos, y han señalado los vínculos del PMRC con la derecha religiosa americana. En 1987 se fundó la organización Padres a favor del rock y el rap, plataforma de derechos civiles en declarada oposición a las actividades del PRMC
En 2000, Tipper Gore empezó a hacer apariciones públicas como defensora de la salud mental. Ha sido criticada por organizaciones de derechos humanos por su postura ambigua ante el tratamiento psiquiátrico involuntario, incluyendo el consumo obligado de drogas y el procesamiento legal de personas diagnosticadas como enfermos. Asimismo, ha sido una férrea defensora de los derechos del colectivo LGBT.
En 2002, los seguidores de Tipper le conminaron a presentarse como candidata para el puesto de senadora por Tennessee que su marido había ocupado anteriormente y que Fred Dalton Thompson había dejado vacante. Tipper declaró que ese no era el mejor momento para ella.
Los Gore han sido siempre conocidos por ser una familia fuerte. En 2002, Tipper y Al escribieron dos libros sobre valores familiares y sobre la familia americana transformada: Joined at the Heart (Unidos por el corazón) y Spirit of Family (Espíritu de familia). Los Gore también han venido celebrando una conferencia anual en Nashville (Tennessee) que reúne a familias y a quienes trabajan con ellas para hablar y diseñar mejores estrategias para fortalecer la vida familiar en Estados Unidos. 
Al y Tipper Gore establecieron residencia en Nasvhille. Tienen cuatro hijos: Karenna (1973), Kristin (1977), Sarah (1979) y Albert III (1982). Tienen también dos nietos: Anna y Wyatt.

## Actualidad
A principios de junio de 2010, los Gore anunciaron por correo electrónico que se separaban tras 40 años de matrimonio.